# Route nationale 16 (Inde)
Pour les articles homonymes, voir Route nationale 16.
La Route nationale 16 (en anglais : National Highway 16, sigle NH 16), une route nationale  en Inde qui longe la côte est du pays, dans les États du Bengale-Occidental, de l'Odisha, de l'Andhra Pradesh et du Tamil Nadu.
Elle s'étend de Calcutta jusqu'à Madras.

## Tracé
La NH 16 part de la route nationale 19 à Dankuni près de Calcutta et elle se termine en croisant la route nationale 48  à Madras (Chennai) dans le Tamil Nadu. 
La route fait partie du projet Quadrilatère d'or visant à relier les principales villes de l'Inde,.

## Histoire
Elle était auparavant connue sous le nom de route nationale 5,